# Frank Lampard
Frank James Lampard, OBE (ur. 20 czerwca 1978 w Romford) – angielski trener i piłkarz, który występował na pozycji ofensywnego pomocnika. Były menadżer Chelsea, Derby County i Evertonu.
Swoją karierę piłkarską rozpoczynał w zespole West Ham United, byłym klubie jego ojca. Do juniorskiego zespołu dołączył w roku 1994 i w sezonie 1997/1998 zapewnił sobie miejsce w pierwszym składzie. Rok później pomógł swojej drużynie zająć najwyższe miejsce w Premier League w całej historii klubu. W następnym sezonie grając w linii pomocy zdobył 14 bramek we wszystkich rozgrywkach. W roku 2001 przeszedł za 11 milionów funtów do lokalnego rywala West Hamu, Chelsea.
Od czasu debiutu w nowym zespole był podstawowym graczem Chelsea, pobił rekord 164 kolejnych występów w Premier League. W klubie z zachodniego Londynu pierwsze ważniejsze trofeum zdobył w roku 2005, wygrywając rozgrywki o mistrzostwo kraju oraz zdobywając Pucharu Ligi. Pod wodzą José Mourinho osiągnął więcej sukcesów; zdobył mistrzostwo Anglii w sezonie 2005/2006 oraz dublet pucharów krajowych w roku 2007. Następnie podpisał nowy kontrakt z klubem, stając się najlepiej zarabiającym piłkarzem ligi. W tym samym roku zdobył bramkę w swoim pierwszym finale Ligi Mistrzów, przegranym z Manchesterem United. W sezonie 2009/2010 razem z Chelsea ponownie sięgnął po dublet. W 2012 roku wygrał z klubem Ligę Mistrzów, a w kolejnym sezonie zdobył Ligę Europy.
W reprezentacji Anglii zadebiutował w roku 1999 i wystąpił w jej barwach na Euro 2004 (gdzie zdobył trzy gole w czterech spotkaniach), Mistrzostwach Świata 2006, 2010 oraz 2014. Z Elen Rives piłkarz ma dwójkę dzieci: Lunę i Islę.
2 lutego 2017 ogłosił zakończenie kariery piłkarskiej.

## Życiorys
Urodzony w Romford w Londynie jest synem Franka Lamparda seniora, byłego obrońcy, reprezentanta Anglii oraz dwukrotnego zdobywcy Pucharu Anglii z West Ham United. Jego matka, Pat zmarła na zapalenie płuc 24 kwietnia 2008 roku i od czasu jej śmierci po każdym strzelonym golu patrzy się w niebo i unosi ręce oddając jej cześć. Jego wujkiem jest szkoleniowiec Harry Redknapp, zaś kuzynem Jamie Redknapp, który grał przez 12 sezonów w Liverpoolu oraz 17 razy wystąpił w reprezentacji Anglii, po czym w roku 2005 zakończył karierę.
Lampard uczył się w Brentwood School w Esseksie, gdzie jego klasową koleżanką była osobowość telewizyjna Jodie Marsh. W GCSE z łaciny otrzymał ocenę A*; był to jeden z 12 egzaminów jakie wykonał. IQ Lamparda wynosi więcej niż 150, przez co mieści się w 0,1% osób w społeczeństwie, które mają taki iloraz inteligencji.

## Kariera klubowa

### West Ham United
Lampard karierę rozpoczynał w sierpniu 1992 roku w West Ham United. Dwa lata później jego wujek, Harry Redknapp został szkoleniowcem klubu a jego ojciec asystentem. W październiku 1995 roku został wypożyczony do grającego w Division Two Swansea City i w tym zespole zadebiutował w wygranym 2:0 meczu z Bradford City, zaś pierwszą bramkę strzelił w meczu z Brighton & Hove Albion. W Swansea rozegrał łącznie dziewięć ligowych meczów i w styczniu 1996 roku powrócił do Londynu. Tego samego roku wraz z zespołem juniorów West Ham, którego był kapitanem doszedł do finału FA Youth Cup. 5 maja w meczu z Sheffield Wednesday zadebiutował w West Ham, zaś resztę sezonu spędził na rezerwie.
Rok później w marcowym spotkaniu z Aston Villą doznał kontuzji nogi po rozegraniu 13 ligowych meczów. 9 sierpnia 1997 roku w meczu z Barnsley zdobył swoją pierwszą bramkę dla zespołu i stał się podstawowym graczem klubu występując w ponad 30 meczach. W sezonie 1998/1999 zagrał w każdym spotkaniu Premier League i West Ham rozgrywki Premier League zakończył na piątym miejscu, przez co zakwalifikował się do europejskich pucharów. W sezonie 1999/2000 zdobył 13 bramek i był trzecim najlepszym strzelcem zespołu. Zdobył także swoją pierwszą bramkę w europejskich pucharach, w meczu Pucharu Intertoto z FC Jokerit. Łącznie strzelił trzy gole w tych rozgrywkach oraz w Pucharze UEFA. Po sprzedaniu Rio Ferdinanda do Leeds United po sezonie 2000/2001 oraz odejściu jego ojca oraz wujka Redknappa z zespołu, Lampard przeszedł za 11 milionów funtów do Chelsea. Wcześniej otrzymał także ofertę od Aston Villi.

### Chelsea

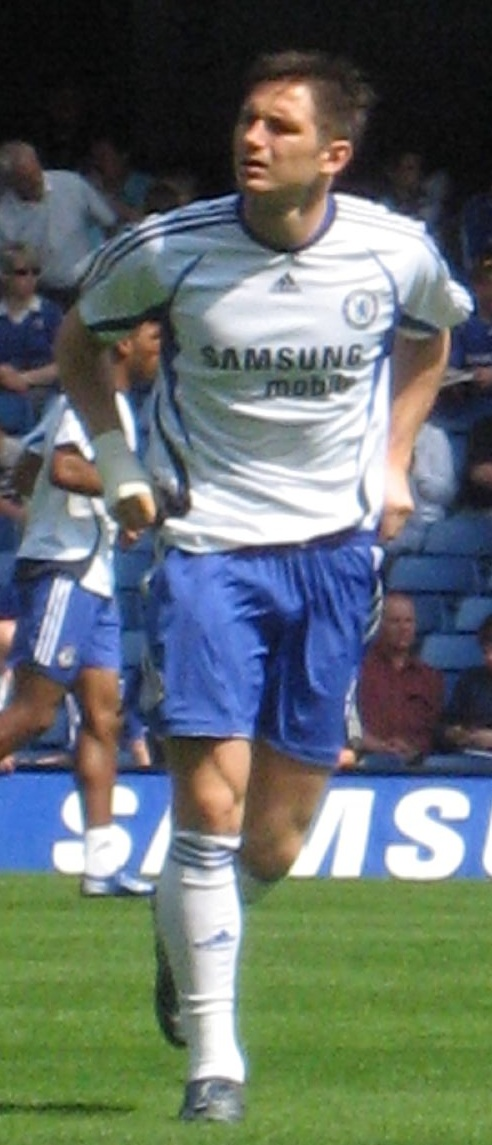
Lampard w czasie rozgrzewki

Lampard pierwszy raz w Premier League dla nowego klubu wystąpił 19 sierpnia w zremisowanym 1:1 meczu z Newcastle United, zaś w spotkaniu z Tottenhamem Hotspur otrzymał pierwszą czerwoną kartkę. Sezon 2001/2002 zakończył z 37 ligowymi występami. Zdobył pięć bramek w Premier League i siedem we wszystkich rozgrywkach. W pierwszym meczu następnego sezonu, z Charlton Athletic zdobył bramkę dającą Chelsea zwycięstwo 3:2. Był podstawowym graczem zespołu i wystąpił we wszystkich meczach ligowych (38). W 48 wszystkich swoich spotkaniach zdobył osiem bramek.
We wrześniu 2003 roku został wybrany najlepszym piłkarzem miesiąca w Premier League, zaś w październiku najlepszym graczem miesiąca PFA według kibiców. W sezonie 2003/2004 po raz pierwszy zdobył dwucyfrową liczbę bramek w lidze (10); poza tym strzelił cztery gole w rozgrywkach Ligi Mistrzów, w której Chelsea dotarła do półfinału.

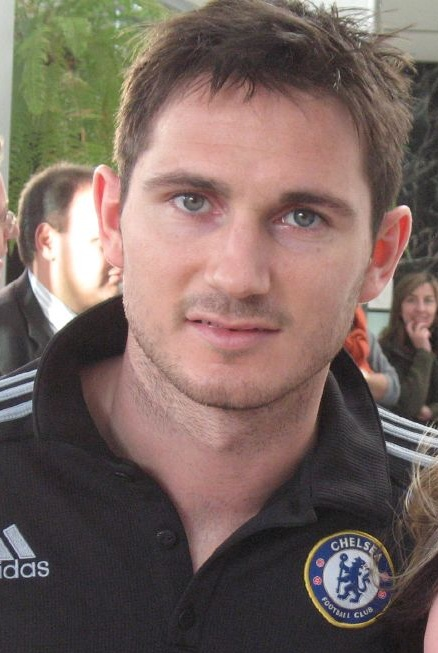
Lampard w 2007 roku

W lipcu 2004 roku przedłużył swoją umowę z klubem o pięć lat. Został również mianowany drugim kapitanem zespołu przez José Mourinho. W sezonie 2004/2005 zagrał w 28 ligowych spotkaniach. Strzelił również 13 bramek (19 we wszystkich rozgrywkach) i poza tym z 16 asystami na koncie został najlepszym asystentem w lidze. Wraz z Chelsea zdobył także mistrzostwo Anglii. W Lidze Mistrzów jego klub odpadł po półfinałach z Liverpoolem, zdobył natomiast Pucharu Ligi. W tych rozgrywkach Lampard wystąpił sześciokrotnie i strzelił dwie bramki. Został również wybrany najlepszym piłkarzem roku według FWA.
W sezonie 2005/2006 zdobył 16 bramek w 35 meczach. We wrześniu 2005 roku Lampard znalazł się w najlepszej jedenastce na świecie według FIFPro. 28 grudnia opuścił mecz ligowy z powodu choroby i tym samym zakończył serię 164 kolejnych występów w Premier League; pobił rekord, który należał wcześniej do Davida Jamesa (159 spotkań). Pierwszy występ z tej serii zaliczył 13 października 2001 roku, w czasie pierwszego sezonu w Chelsea. Na gali Piłkarza Roku FIFA oraz w plebiscycie na Złotą Piłkę zajął drugie miejsce, za Ronaldinho.
Z powodu kontuzji pleców Johna Terry’ego Lampard większą część sezonu 2006/2007 grał jako kapitan. Zdobył także swoją 77. bramkę dla klubu i stał się najbardziej bramkostrzelnym pomocnikiem Chelsea, bijąc rekord Dennisa Wise. Lampard sezon zakończył z 21 golami we wszystkich rozgrywkach, w tym rekordowej liczbie sześciu bramek zdobytych w Pucharze Anglii. 6 stycznia 2007 roku w trzeciej rundzie tych rozgrywek w spotkaniu z Macclesfield Town strzelił natomiast swojego pierwszego hat-tricka dla Chelsea. W meczu ćwierćfinałowym z Tottenhamem Hotspur zdobył dwa gole wyrównując zarazem wynik z 3:1 na 3:3; został również wybrany najlepszym graczem rundy za ten występ. Po wygranym finale z Manchesterem United Lampard powiedział, że chciałby zostać w klubie „na zawsze”.

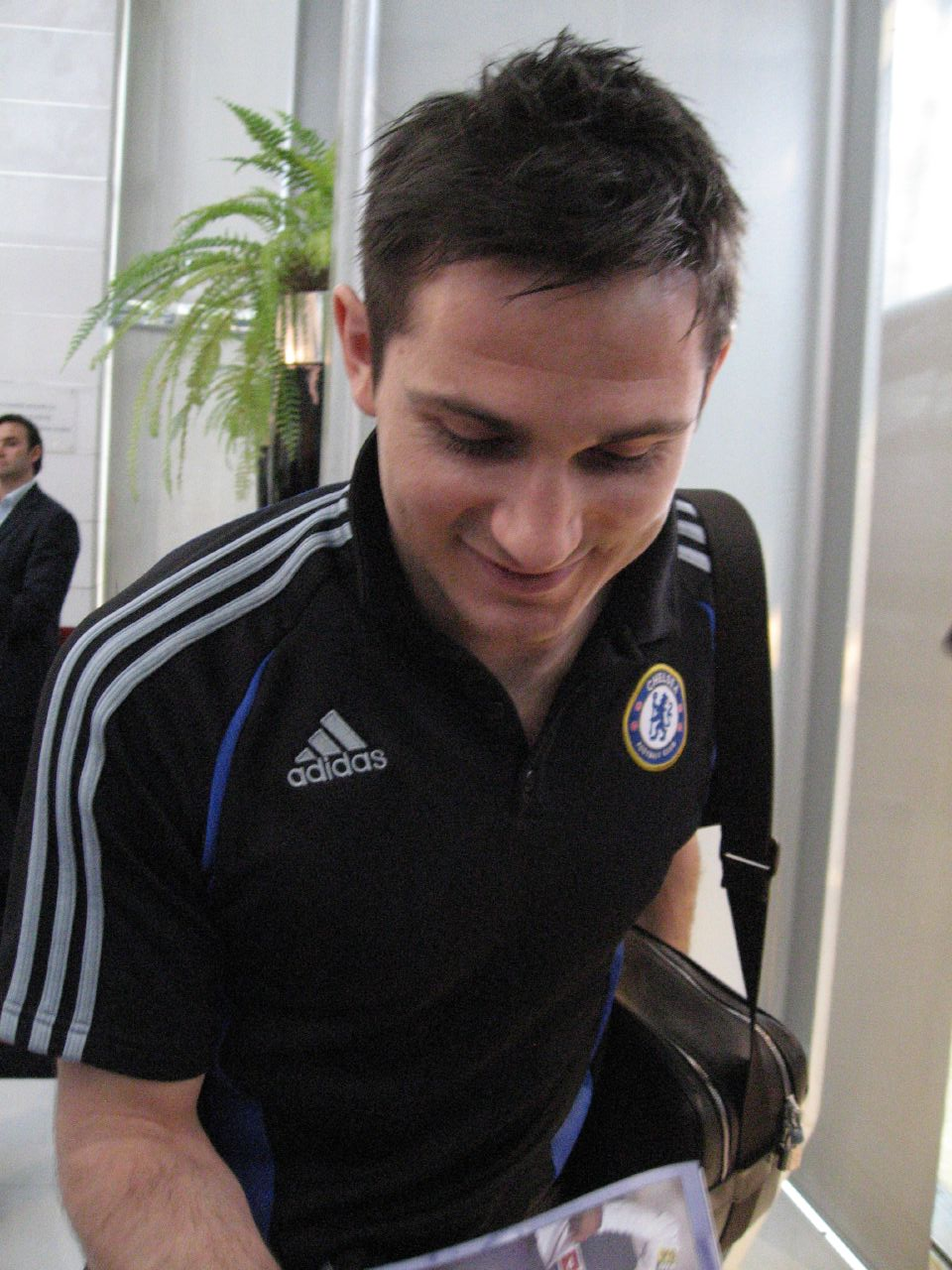
Lampard podpisuje program meczowy

W sezonie 2007/2008 Lampard zmagał się z kontuzją i wystąpił w 24 ligowych spotkaniach, najmniej od sezonu 1996/1997. 16 lutego 2008 roku w meczu Pucharu Anglii z Huddersfield Town zdobył setną bramkę dla Chelsea stając się ósmym graczem, który tego dokonał. 12 marca 2008 roku zdobył cztery bramki w wygranym 6:1 meczu z Derby County. Mimo śmierci matki Lampard zagrał w półfinałowym spotkaniu Ligi Mistrzów z Liverpoolem, w którym jego zespół wygrał dzięki jego bramce strzelonej z rzutu karnego w dogrywce. W finałowym meczu z Manchesterm United zdobył bramkę na 1:1 w 45. minucie, jednak jego zespół przegrał po serii rzutów karnych.
13 sierpnia 2008 roku przedłużył swój kontrakt z klubem o pięć lat. Ma w tym czasie zarobić 39,2 miliona funtów. W pierwszych jedenastu spotkaniach sezonu 2008/2009 zdobył pięć bramek. 2 listopada strzelił swojego setnego gola w Premier League. 17 stycznia 2009 roku w meczu ze Stoke City po raz 400. wystąpił w Chelsea. W drugim ćwierćfinałowym meczu z Liverpoolem strzelił dwie bramki, zaś w następnym meczu z Arsenalem również zdobył gola. Sezon zakończył z 12 bramkami na koncie oraz został wybrany najlepszym piłkarzem roku w klubie. W finale Pucharu Anglii z Evertonem strzelił gola a Chelsea wygrała 2:1.
W sierpniowym spotkaniu o Tarczę Wspólnoty z Manchesterem United zdobył bramkę, a Chelsea wygrała po serii rzutów karnych. W 2010 roku Chelsea zdobyła Mistrzostwo Anglii i Puchar Anglii. Lampard z liczbą 22 goli w lidze został drugim strzelcem zespołu i czwartym całej Premier League. Był też najlepszym asystentem na angielskich boiskach.
5 maja 2012 roku wraz z zespołem Chelsea zdobył Puchar Anglii sezonu 2011/12. Był to 7. w historii triumf Chelsea w Pucharze Anglii. Londyński klub z Lampardem w składzie dotarł do finału Ligi Mistrzów sezonu 2011/12, w którym zmierzył się z Bayernem Monachium 19 maja 2012 na stadionie Allianz Arena, gdzie odniósł swoje pierwsze zwycięstwo w finale Ligi Mistrzów.
11 maja 2013 roku Lampard w meczu z Aston Villą pobił rekord strzelonych bramek dla The Blues; razem ma ich 211, zaraz za nim jest Bobby Tambling.

### Manchester City
W lipcu 2014 roku jako wolny agent podpisał kontrakt z nowo utworzonym klubem MLS New York City FC. Według mediów Lampard nie podpisał kontraktu, tylko krótkoterminową umowę z klauzulą od jej odstąpienia 31 grudnia 2014. W klubie z Nowego Jorku miał stawić się 1 stycznia 2015, w dniu, od którego nowy kontrakt miał obowiązywać. Pod koniec grudnia oficjalna strona klubu Manchester City poinformowała, że Lampard przedłuży umowę z tym zespołem, obowiązującą do końca sezonu 2014/2015, co wywołało oburzenie wśród kibiców nowojorskiego klubu.
Pierwszą bramkę w barwach The Citizens zdobył 21 września 2014 w meczu przeciwko swojemu byłemu klubowi Chelsea rozegranym na Etihad Stadium. Bramka Lamparda zapewniła podział punktów między obiema drużynami.

### New York City FC
W styczniu 2015 podpisał kontrakt z New York City FC, obowiązujący od 1 lipca 2015. 14 listopada 2016 roku, klub New York City FC ogłosił, że Lampard opuści szeregi drużyny wraz ze zbliżającym się końcem kontraktu zawodnika. Po wygaśnięciu kontraktu Lampard zakończył karierę.

## Kariera reprezentacyjna
W kadrze do lat 21 Lampard zadebiutował 13 listopada 1997 roku w meczu z Grecją. Do roku 2000 wystąpił w tej kategorii wiekowej niemal 20 razy. Był również kapitanem swojego zespołu. W drużynie seniorów po raz pierwszy wystąpił 10 października 1999 roku w spotkaniu z Belgią. W sierpniu 2003 roku w meczu z Chorwacją zdobył pierwszą bramkę. Brał udział w Euro 2004 i Mistrzostwach Świata w 2006 roku. Podczas Euro 2004 zdobył gola przeciwko reprezentacji Francji, która wygrała tamten mecz po dwóch bramkach Zinedine Zidane’a. W roku 2005 został również wybrany najlepszym graczem reprezentacji. Na Mistrzostwach Świata w RPA w meczu z Niemcami w 1/8 finału strzelił wyrównującego gola, który jednak nie został uznany. Lampard został powołany na Euro 2012, ale z udziału w turnieju wykluczyła go kontuzja uda odniesiona na treningu.
26 sierpnia 2014 roku zawodnik ogłosił zakończenie kariery reprezentacyjnej.

## Kariera trenerska
31 maja 2018 został menadżerem Derby County. W swoim jedynym sezonie w barwach tej drużyny doprowadził Barany do finału play-offów o awans do Premier League, w których przegrał z Aston Villą.
Od 4 lipca 2019 do 25 stycznia 2021 był menadżerem klubu, w którym świętował największe sukcesy jako zawodnik – Chelsea.

## Rekordy
Lampard był rekordzistą w Anglii pod względem serii nieprzerwanie rozgrywanych meczów w Premier League, rozpoczynający się 13 października 2001, a kończący 26 listopada 2005 i wynoszący 164 gry. Ten wynik prawie dwukrotnie (310 spotkań) poprawił w latach 2003–2012 Brad Friedel. Osiągnięcie to jest nadal rekordowe pod tym względem dla graczy występujących w polu. Frank pobił wcześniejszy rekord 159 występów z rzędu zdobyty przez Davida Jamesa.
Ze 147 ligowymi bramkami na koncie jest najlepszym strzelcem w historii Chelsea oraz drugim pomocnikiem w Premier League, który przekroczył próg stu goli, wcześniej uczynił to Matthew Le Tissier.
16 bramek Lamparda w sezonie 2005/2006 było rekordem w Anglii w klasyfikacji bramek zdobytych przez pomocników. W sezonie 2009/2010 Lampard pobił swoje osiągnięcie, trafiając do siatki aż 22 razy w sezonie. 27 marca 2010, podczas meczu z Aston Villą, wygranym przez Chelsea 7:1, Lampard zdobył 4 gole i zanotował swoje 150. trafienie dla londyńskiego klubu. 17 marca 2013 zdobył swoją 200. bramkę dla The Blues, po trafieniu do bramki głową w wygranym 2:0 meczu z West Hamem. Dwa miesiące później, strzelając dwa gole w meczu z Aston Villą, pobił rekord strzelonych bramek dla Chelsea, należący do tego momentu do Bobby’ego Tamblinga. Łącznie Lampard zdobył dla Chelsea 211 bramek. Jako jeden z dwóch zawodników w historii Premier League zdobywał co najmniej 10 bramek w dziesięciu kolejnych sezonach (drugim jest Wayne Rooney). Jest szóstym najlepszym strzelcem w historii Premier League i czwartym najlepszym asystentem w dziejach ligi (za Rooneyem, Ceskiem Fàbregasem i Ryanem Giggsem). Anglik rozegrał łącznie 609 meczów w Premier League, więcej spotkań na koncie mają jedynie James Milner, Ryan Giggs i Gareth Barry.
Łącznie w lidze angielskiej rozegrał 48 904 minut i średnio co 278 minut zdobywał bramkę.

## Życie prywatne
Lampard ma dwie siostry o imionach Natalie i Clare. Mieszka w Surrey i ma dwójkę dzieci z Elen Rives, z którą był zaręczony, Lunę oraz Islę; ta druga urodziła się kilka godzin po tym jak Chelsea zdobyła Puchar Anglii w roku 2007. W sierpniu 2006 roku opublikował swoją autobiografię zatytułowaną Totally Frank. W lutym 2009 roku Lampard rozstał się z Rives. W tym samym roku zaczął spotykać się z dziennikarką Christine Bleakley. 20 grudnia 2015 para wzięła ślub. Uroczystość odbyła się w Katedrze Św. Pawła w Londynie. Za zasługi dla angielskiego futbolu został odznaczony Orderem Imperium Brytyjskiego.

## Styl gry
Lampard był uważany za gracza nieustępliwego. Dysponował silnym strzałem oraz potrafił tworzyć okazje strzeleckie. José Mourinho opisał go jako gracza „unikalnego”. Wyróżniał się boiskową „inteligencją”.

## Sukcesy

### Klubowe

#### West Ham

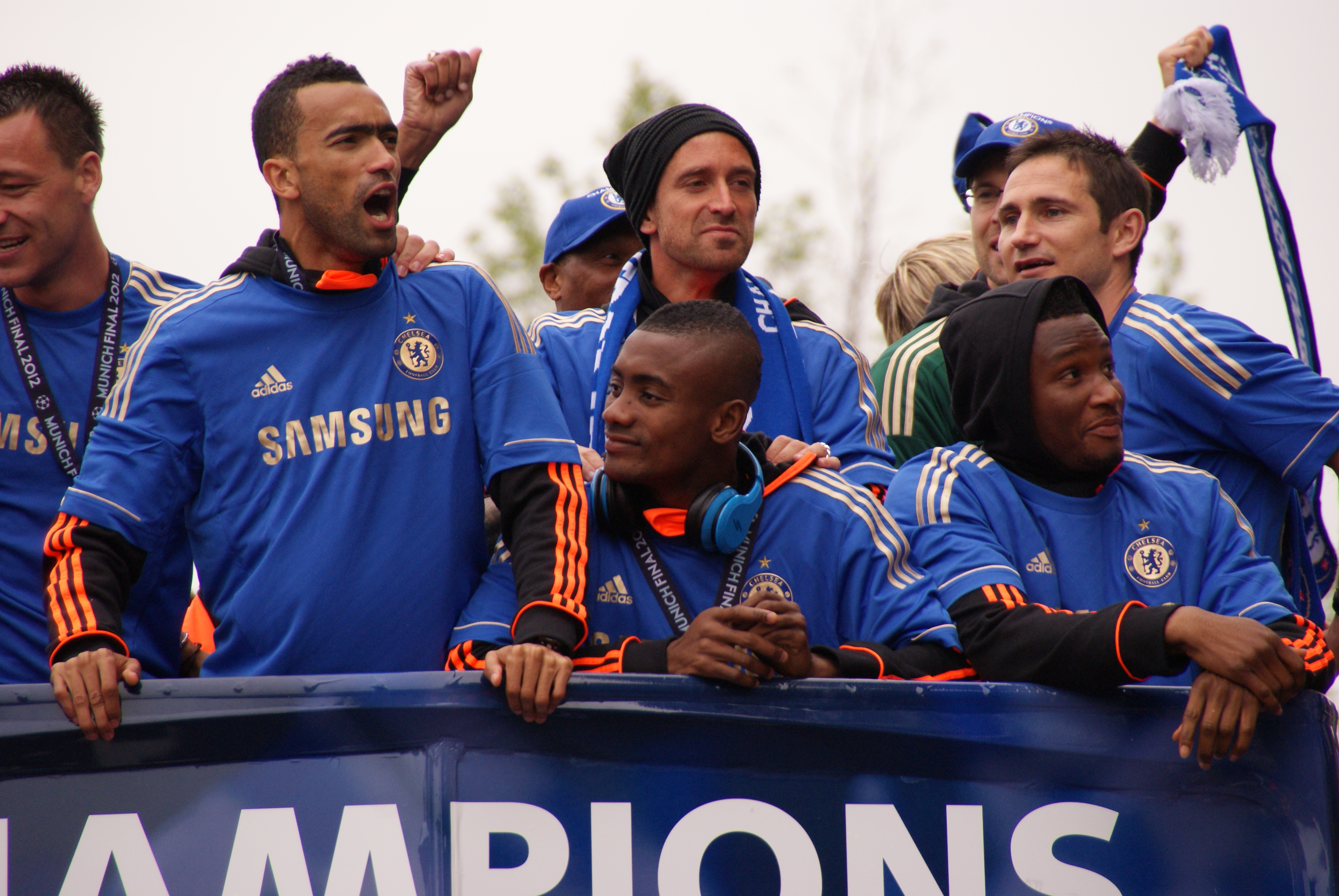
Lampard wraz z kolegami świętujący triumf w Lidze Mistrzów.

- Puchar Intertoto: 1999

#### Chelsea
Zwycięstwo
- Premier League: 2004/2005, 2005/2006, 2009/2010
- Puchar Anglii: 2006/2007, 2008/2009, 2009/2010, 2011/2012
- Puchar Ligi: 2004/2005, 2006/2007
- Tarcza Wspólnoty: 2005, 2009
- Liga Mistrzów: 2012
- Liga Europy UEFA: 2013

Drugie miejsce/Finalista
- Premier League: 2003/2004, 2006/2007, 2007/2008
- Puchar Anglii: 2001/2002, 2006/2007, 2008/2009, 2009/2010, 2011/2012
- Puchar Ligi: 2004/2005, 2006/2007
- Tarcza Wspólnoty: 2006, 2007, 2010
- Liga Mistrzów: 2007/2008

### Reprezentacyjne
- FA Summer Tournament: 2004

### Indywidualne
- Drużyna roku PFA: 2004, 2005, 2006
- Piłkarz roku Chelsea: 2004, 2005, 2009
- Piłkarz roku FWA: 2005
- Piłkarz roku PFA według kibiców: 2005
- Piłkarz roku w Premier League: 2005
- Jedenastka roku FIFPro: 2005
- Jedenastka roku ESM: 2004/2005, 2005/2006, 2009/2010
- Piłkarz Roku FIFA: drugie miejsce 2005
- Złota Piłka: drugie miejsce 2005
- Piłkarz roku w Anglii: 2004, 2005
- Najlepszy pomocnik sezonu UEFA: 2007/2008
- Zawodnik dekady w Premier League (2000-2009)
- Piłkarz miesiąca w Premier League: wrzesień 2003, kwiecień 2005, październik 2005, październik 2008